# 예래초등학교
예래초등학교는 대한민국 제주특별자치도 서귀포시에 있는 공립 초등학교이다.

## 학교 연혁
- 1944년 4월 30일: 상예국민학교 설립인가
- 1944년 5월 22일: 개교
- 1949년 2월 12일: 4.3사건으로 전 교사 소실
- 1949년 5월 20일: 현 위치로 이전
- 1959년 12월 30일: 예래국민학교로 변경

## 참고 자료
- 예래초등학교 - 한국교육학술정보원 학교알리미